# 竹腰成方
竹腰 成方（たけのこし しげかた）は、江戸時代前期の美濃国今尾領主・竹腰家の一門。官位は従五位下・出雲守。槍の達人。徳川義直の甥。

## 略歴
尾張藩御附家老、美濃国今尾領主・竹腰正信の長男として駿府にて誕生した。母は大久保忠隣の養女（孫）の春。お七夜に徳川家康に抱かれ源太郎と命名され、脇差と羽織を賜る。寛永8年（1631年）元服時、大膳正好と名乗る。以後、信良（叙任時）、成方、可謙、三信と改名する。
竹腰家の嫡男であり、寛永10年（1633年）、知行地4000石を賜り、常滑村に住する。翌寛永11年（1634年）、従五位下・出雲守に叙任され、信良と改名する。寛永14年（1637年）、江戸に出て翌年名古屋に帰る。帰ったのち、前年に起こった味鋺村（現在の名古屋市北区）の水争いにおける水奉行に対する処断で藩主徳川義直と対立し、不仲となり登城する機会が減る。寛永16年（1639年）6月には病と称し、常滑村庄屋の衣川八兵衛宅に引き籠った。
正保2年（1645年）、父が没すると家督は弟の正晴に譲り、高野山で出家、霜閑と号する。翌正保3年（1646年）、藩主より合力米2000俵と屋敷を賜り、旧領のうち200石を本家に返還している。正保4年（1647年）、瀬木村に新居を建築し移る。慶安元年（1648年）、藩主より三徳備える人物として評され、三信の名を賜る。寛文6年（1666年）、渥美半島・田原湾岸に石塚新田を開拓する。法名は龍雲寺殿大安三信嗣法老居士。墓所は榎戸村（愛知県常滑市榎戸）の龍雲寺で墓石は常滑市指定文化財になっている。

## 系譜
- 父：竹腰正信（1591年 - 1645年）
- 母：春 - 大久保忠隣の養女（孫）
- 正室：なし
- 側室：お寅 - 石川加左衛門（三河国菱地村郷士）の娘
- 生母不明の子女
  - 男子：源一郎 - 夭折
  - 女子：小寅 - 石川九太夫の養女